# Сельское поселение Аксёно-Бутырское
Се́льское поселе́ние Аксёно-Буты́рское — упразднённое муниципальное образование в составе бывшего Ногинского муниципального района Московской области. Административный центр — деревня Аксёно-Бутырки.
Образовано 1 января 2006 года. Главой поселения 4 сентября 2005 года избран, а 11 октября 2009 года переизбран Фатеев Владимир Васильевич. Председатель Совета депутатов — Гараев Рифкат Рафикович.

## География
Сельское поселение Аксёно-Бутырское располагается в центре Ногинского района. Граничит со всеми городскими поселениями и сельскими поселениями Ямкинское и Стёпановское Ногинского района, городскими округами Электросталь и Лосино-Петровский, а также городскими поселениями Монино и Свердловский Щёлковского района. Площадь территории муниципального образования — 12 926 га.

## Население
| 2006  | 2007  | 2008  | 2009  | 2010  | 2011  | 2012  |
| ----- | ----- | ----- | ----- | ----- | ----- | ----- |
| 7347  | ↗7606 | ↘7600 | ↗7649 | ↘7351 | ↗7565 | →7565 |
| 2013  | 2014  | 2015  | 2016  | 2017  | 2018  |       |
| ↗7731 | ↗7949 | ↗8106 | ↗8213 | ↗8398 | ↗8645 |       |

## История

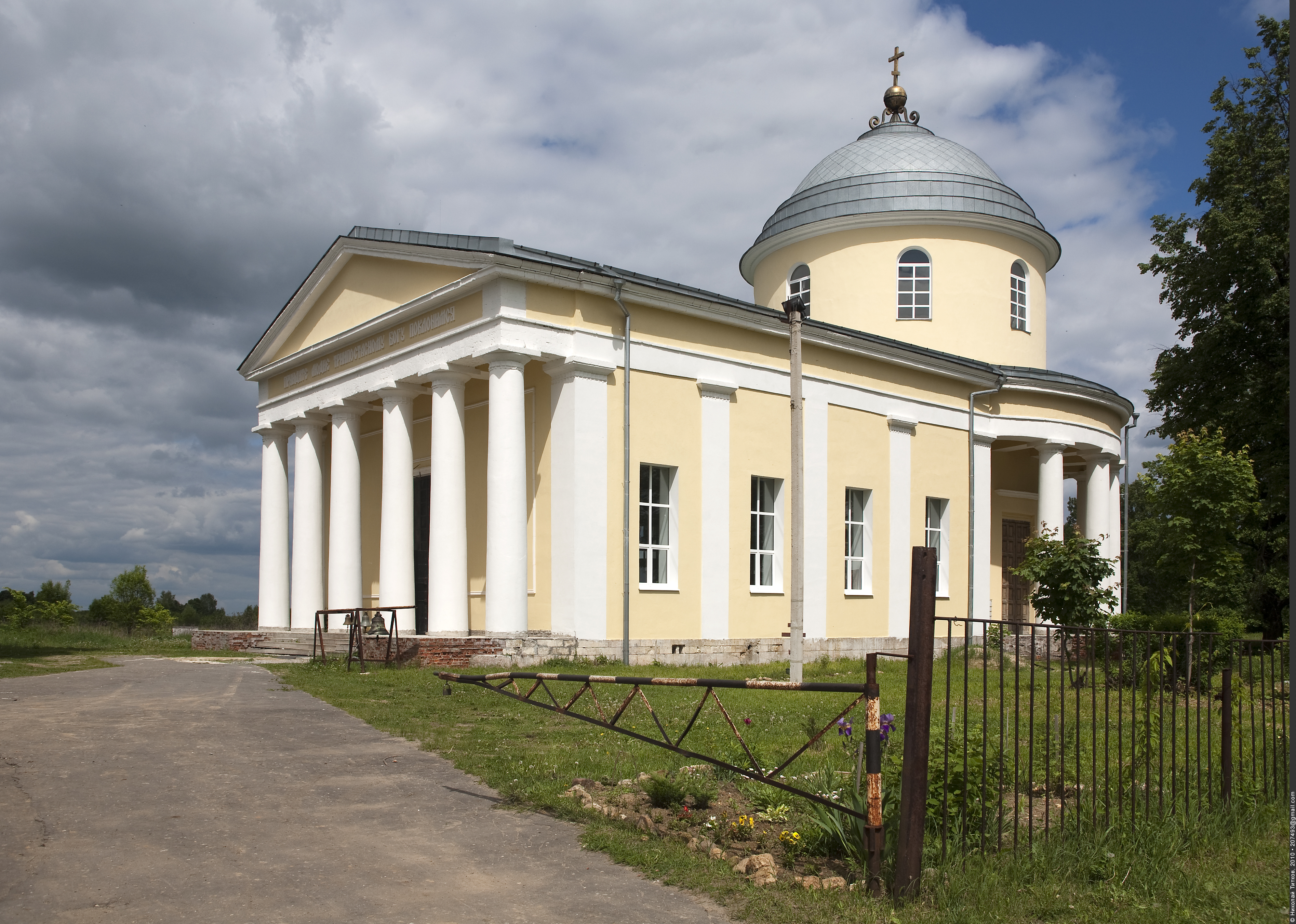
Троицкий храм в Ивашево

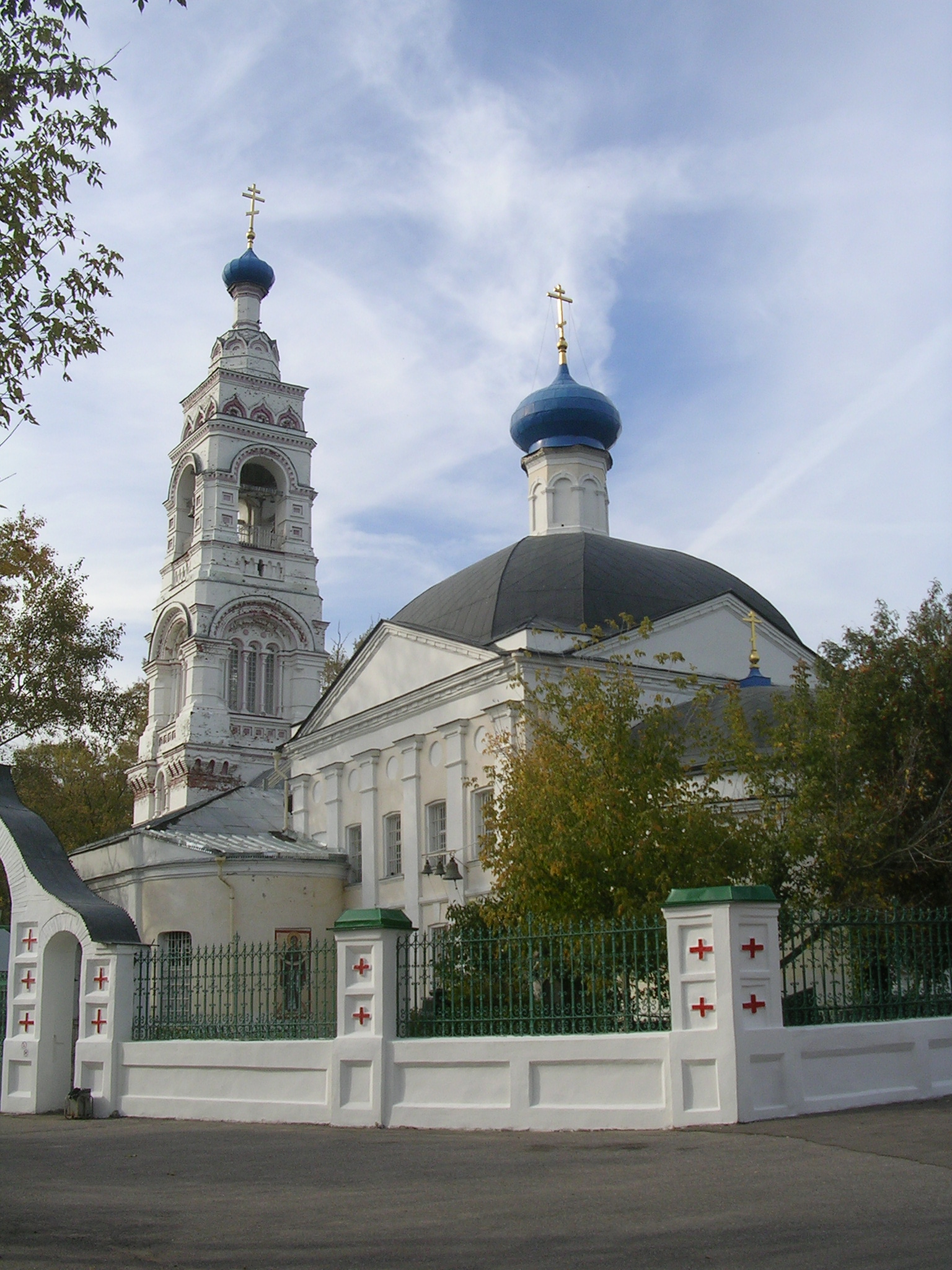
Покровский храм в Кудиново

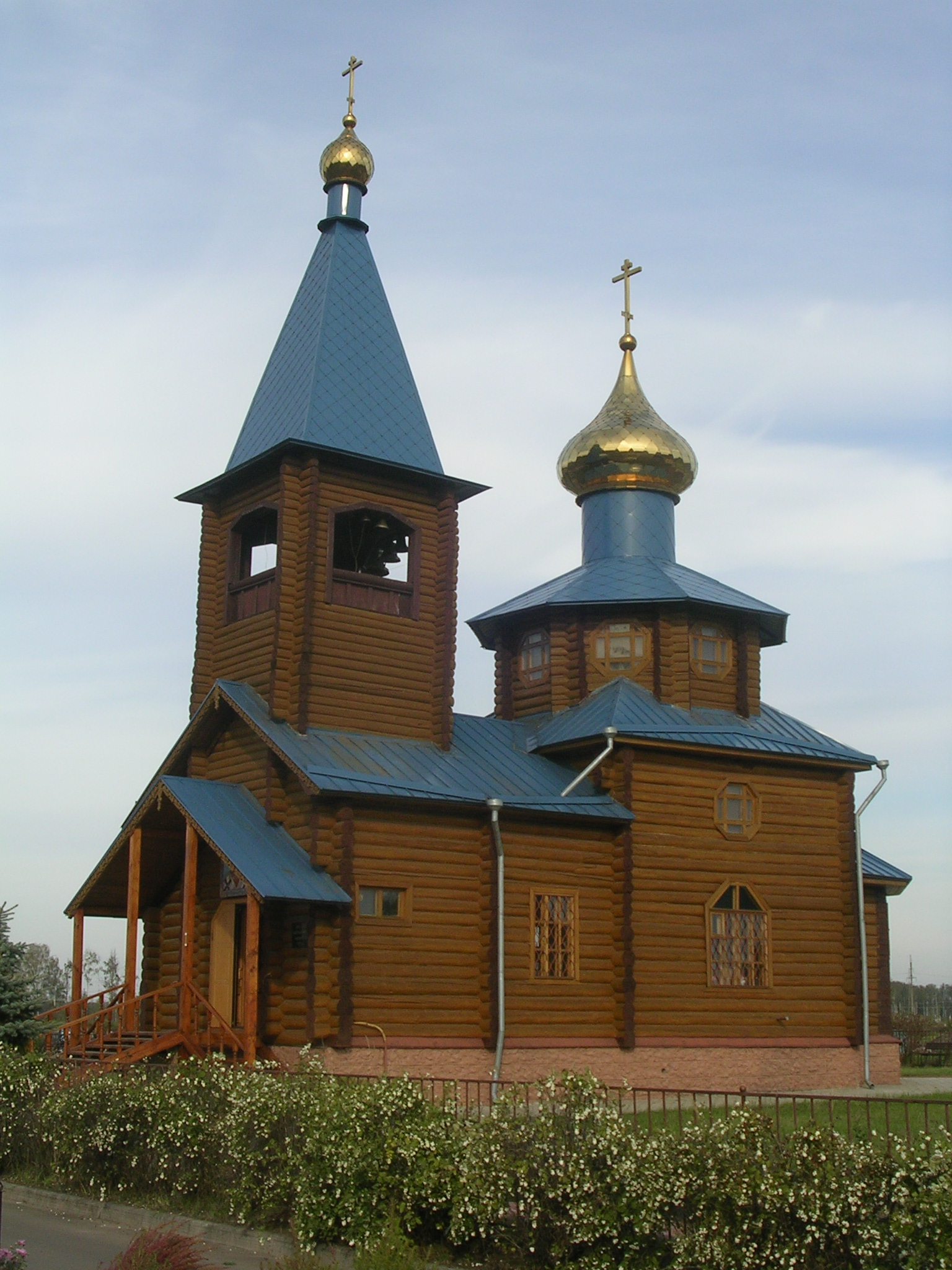
Никольский храм на Богородском кладбище около деревни Тимохово

Сельское поселение Аксёно-Бутырское образовано 1 января 2006 года согласно Федеральному закону «Об общих принципах организации местного самоуправления в Российской Федерации» из территорий посёлков Горбуша, посёлка радиоцентра-9, села Кудиново, деревень Аксёно-Бутырки, Алексеевка, Афанасово-1, Белая, Берёзовый мостик, Борилово, Ельня, Ивашево, Каменки-Дранишниково, Кашино, Колонтаево, Марьино-2, Меленки, Новые Псарьки, Осёлок, Пешково, Старые Псарьки, Стулово, Тимохово, Черепково, Шульгино Ногинского района Московской области. Изначально администрация Ногинского района планировала включить эти населённые пункты в состав городских поселений Обухово и Вишняковские дачи.

## Состав сельского поселения
| №  | Населённый пункт     | Тип населённого пункта          | Население |
| -- | -------------------- | ------------------------------- | --------- |
| 1  | Аборино              | деревня                         | ↘69       |
| 2  | Аксёно-Бутырки       | деревня, административный центр | ↘271      |
| 3  | Алексеевка           | деревня                         | ↗22       |
| 4  | Афанасово-1          | деревня                         | ↘10       |
| 5  | Бездедово            | деревня                         | ↘30       |
| 6  | Белая                | деревня                         | ↗397      |
| 7  | Берёзовый Мостик     | деревня                         | ↗29       |
| 8  | Борилово             | деревня                         | ↗18       |
| 9  | Горбуша              | посёлок                         | ↘343      |
| 10 | Ельня                | деревня                         | ↗183      |
| 11 | Ивашево              | деревня                         | ↗178      |
| 12 | Каменки-Дранишниково | деревня                         | ↘167      |
| 13 | Кашино               | деревня                         | ↘11       |
| 14 | Колонтаево           | деревня                         | ↘369      |
| 15 | Кудиново             | село                            | ↗5368     |
| 16 | Марьино-2            | деревня                         | ↘16       |
| 17 | Меленки              | деревня                         | ↗10       |
| 18 | Новые Псарьки        | деревня                         | ↗88       |
| 19 | Оселок               | деревня                         | ↗35       |
| 20 | Пешково              | деревня                         | ↗110      |
| 21 | Радиоцентра-9        | посёлок                         | ↘455      |
| 22 | Старые Псарьки       | деревня                         | ↗149      |
| 23 | Стулово              | деревня                         | ↗226      |
| 24 | Тимохово             | деревня                         | ↘894      |
| 25 | Черепково            | деревня                         | ↘49       |
| 26 | Шульгино             | деревня                         | ↘52       |

(статья 7 пункт 2 Закона Московской области от 28.02.2005 № 82/2005-ОЗ «О статусе и границах Ногинского муниципального района и вновь образованных в его составе муниципальных образований»)